# Entführung der Schlecker-Kinder

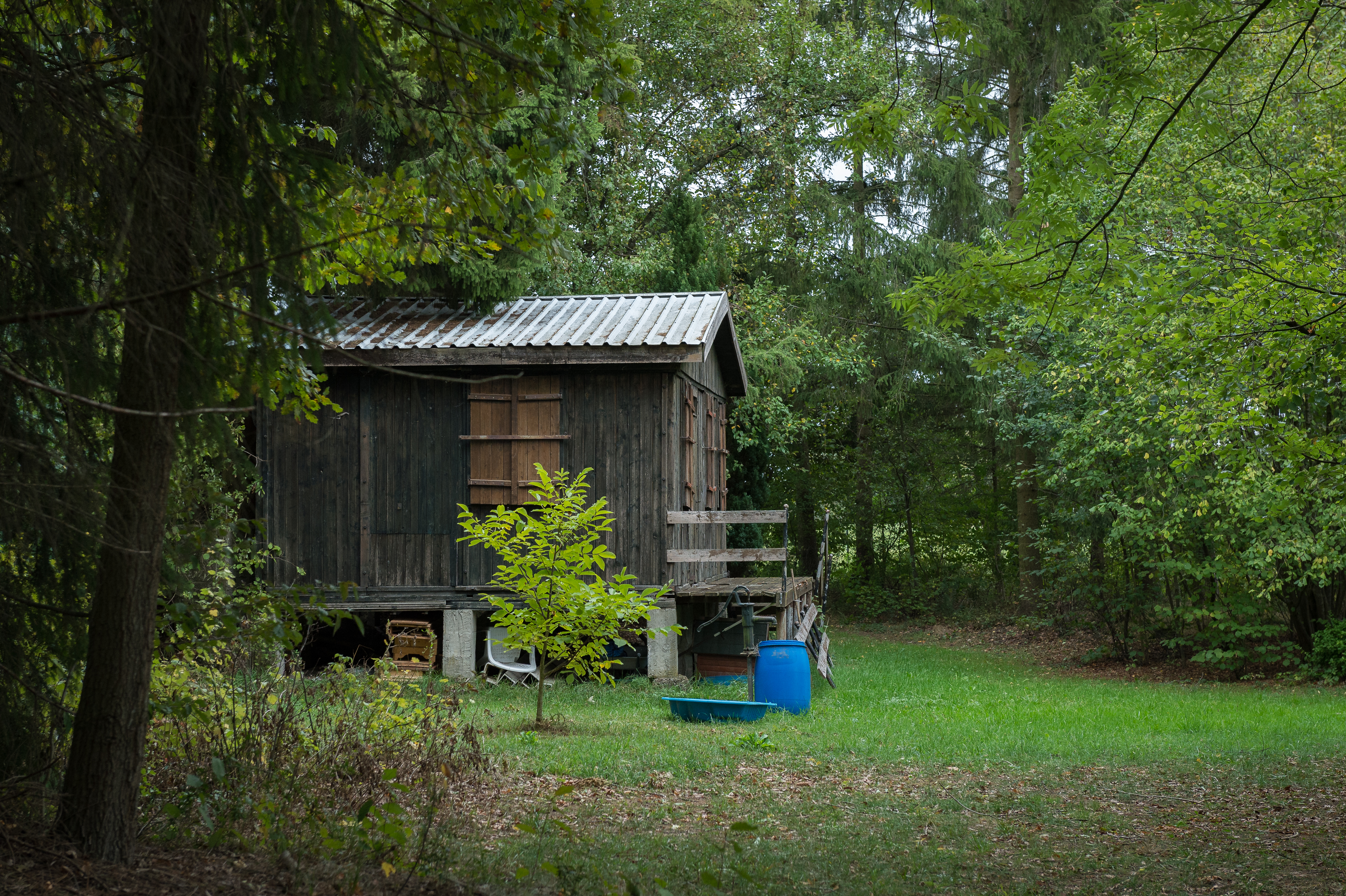
Die Hütte bei Griesingen, in der Meike und Lars Schlecker festgehalten wurden.

Die Entführung der Schlecker-Kinder betraf die Kinder des damaligen Drogerie-Unternehmers Anton Schlecker, Lars (* 1971) und Meike Schlecker (* 1973). Sie wurden 1987 im Alter von 16 und 14 Jahren von Herbert Franz Jacoby, Wilhelm Hudelmaier und Dieter Hudelmaier entführt. Am nächsten Tag kamen sie wieder frei. Die Entführer, die 9,6 Millionen D-Mark Lösegeld erpresst hatten, wurden 1999 zu hohen Gefängnisstrafen verurteilt.

## Entführung
Am 22. Dezember 1987 wurden die Kinder von Christa und Anton Schlecker entführt. Die Familie war an diesem Abend auf einer Weihnachtsfeier und fuhr gegen 23 Uhr zurück nach Hause. Sie wohnte damals im Rothäuleweg 13 im baden-württembergischen Ehingen. Drei maskierte Männer überfielen die Mutter, Christa Schlecker, und ihre Kinder im Haus und nahmen Sohn und Tochter als Geiseln. Zunächst forderten sie 18 Millionen DM Lösegeld. Die Geschwister wurden derweil gefesselt in einer fünf Kilometer entfernten Fischerhütte bei Griesingen festgehalten.
Es begann eine Phase mit stundenlangen Verhandlungen. Der Vater, Anton Schlecker, handelte die Forderungen auf 9,6 Millionen DM herunter, die Summe, über die er versichert war. Am 23. Dezember 1987, dem Tag nach der Tat, machte sich ein Prokurist Schleckers mit der vereinbarten Summe von Ulm aus auf den Weg nach Ehingen, wo das Geld übergeben wurde. Die Erpresser verschwanden mit dem Auto des Mitarbeiters und fuhren in Richtung Ulm. Das Fahrzeug des Prokuristen wurde später im Parkhaus Deutschhaus am Ulmer Hauptbahnhof gefunden. Lars und Meike Schlecker konnten sich derweil selbst von den Handschellen befreien und aus der Fischerhütte fliehen.
Der Fall wurde in der Sendung Aktenzeichen XY … ungelöst vom 4. November 1988 filmisch rekonstruiert.
Im Sommer 1998 wurden die Geiselnehmer zwei Wochen nach ihrem letzten Bankraub in Ehingen festgenommen. Sie hatten den damaligen Direktor der Volksbank Ehingen in seinem Haus überfallen. Dieses befand sich ebenfalls in Ehingen im Rothäuleweg, in Schleckers früherer unmittelbarer Nachbarschaft. Am 22. März 1999 wurden die beiden Hauptangeklagten, Herbert Franz Jacoby (60 Jahre) und Wilhelm Hudelmaier (64), vom Landgericht Ulm wegen räuberischer Erpressung und erpresserischen Menschenraubes zu jeweils dreizehneinhalb Jahren Haft verurteilt. Wilhelm Hudelmaier verstarb 2000 in Haft. Der dritte Angeklagte, Dieter Hudelmaier (57), erhielt für seine Beteiligung an zwei Taten siebeneinhalb Jahre Gefängnis. In sieben weiteren Fällen hatten die Verbrecher insgesamt knapp 16 Millionen DM erbeutet.